# Adriana van der Have
Adriana van der Have (Rotterdam, 19 februari 1912 – Bandung, 1994), ook bekend als A. Nasoetion-van der Have, was de eerste vrouw die de Nederlandse Staat aanklaagde wegens moord. Haar echtgenoot was een van de slachtoffers van de standrechtelijke executies gepleegd door Nederlandse militairen tijdens de Indonesische Onafhankelijkheidsoorlog. Haar vastberadenheid resulteerde uiteindelijk in een civiele rechtszaak waarbij de Haagse rechtbank in 1953 vaststelde dat de Nederlandse Staat aansprakelijk was voor  de geleden schade. De zaak-Nasoetion verkeerde jarenlang in vergetelheid, maar kwam weer in de publieke belangstelling na een artikel in NRC Handelsblad in 2017.

## Levensloop
Adriana van der Have groeide op in een Rotterdams accountantsgezin als de derde van vijf kinderen. Na haar middelbare school volgde ze een opleiding tot chemisch analist. Via Mohammed Hatta, in die tijd een economiestudent die bijles kreeg van haar vader, kwam ze in aanraking met de antikoloniale studentenvereniging Perimpoenan Indonesia en leerde ze in 1932 Masdoelhak Hamonangan Nasoetion Gelar Soetan Oloan kennen.
In 1938 trouwde ze met Nasoetion, ondanks het verzet van zijn familie tegen een verloving. Ze woonden samen in Utrecht, waar hij begon aan een studie Indisch recht en waar zij enige tijd werkte bij het Utrechtse laboratorium van Volksgezondheid; hij promoveerde in 1943 te Utrecht in de rechten op De plaats van de vrouw in de Bataksche maatschappij. Ze werd ontslagen toen ze zwanger werd. Hun eerste kind werd dood geboren. Ze kregen daarna samen nog vier kinderen, onder wie Paroehoem Hamonangan Nasoetion Mangaradja Lobi Moeda (1945) die in 1980 te Maastricht trouwde met jkvr. Pauline M.C.E. von Pelser Berensberg.
In augustus 1945 riepen Mohammed Hatta en Soekarno zich uit tot vicepresident en president van de onafhankelijke Republiek Indonesië en werd de echtgenoot van Nasoetion-van der Have gevraagd om te werken als juridisch adviseur voor hun regering. Het gezin vertrok hierop uit Nederland en woonde afwisselend in Jakarta en het bergdorp Kaliurang.

## De moord op Masdoelhak Nasoetion
Masdoelak Nasoetion werd op 21 december 1948 met geweld meegenomen uit hun huis in Kaliurang door Nederlandse militairen, in het bijzijn van hun kinderen. Later zou blijken dat hij op dezelfde dag werd vermoord door sergeant-majoor Marinus Geelhoed, in opdracht van luitenant R.F. de Mey. Geelhoed verklaarde later dat Nasoetion werd vermoord omdat zijn meerderen meenden kolonel Abdul Harris Nasoetion in handen te hebben.
Van der Have was op dat moment in het ziekenhuis in Yogyakarta, waar ze met kraamvrouwenkoorts was opgenomen nadat ze was bevallen van hun jongste zoon. Toen ze op 29 december 1948 weer thuis kwam trof ze het huis geplunderd aan. De kokkin bleek zich te hebben ontfermd over de kinderen, en ze hoorde dat haar man door de Nederlanders was meegenomen. Begin januari 1949 vertelde een Nederlandse officier haar dat haar man waarschijnlijk is vermoord. Tevens werd haar verteld dat ze dit niet in Nederland bekend mag maken, waar de zogenoemde 'politionele actie' van 1948 inmiddels erg omstreden is.

## Proces tegen de Nederlandse Staat
Begin 1950 schakelde Van der Have een advocaat in, en eiste in een brief aan het ministerie van Oorlog bijna tweehonderdduizend gulden schadevergoeding voor de dood van haar man. In de reactie die ze hierop ontving gaf de minister aan dat Nederland zich niet aansprakelijk achtte voor deze onrechtmatige daad. In 1950 is Indonesië onafhankelijk geworden, en Nederland stelde dat Indonesië door de soevereiniteitsoverdracht de rechtspersoonlijkheid van voormalig Nederlands-Indië over heeft genomen. Kortom: de Nederlandse Staat was van mening dat Van der Have zich voor schadevergoeding zou moeten richten tot Indonesië, niet Nederland.
Van der Have liet het hier niet bij zitten en nam een nieuwe advocaat in de arm: Karel van Rijckevorsel. Hij spande namens Van der Have een civielrechtelijke zaak aan tegen de Staat en stelde een dossier samen. Hij is twee jaar lang bezig geweest met het proces, en op 13 januari 1953 schreef hij Van der Have dat de Haagse rechtbank had bepaald dat de Nederlandse Staat aansprakelijk was voor de moord op haar man, en dat de Staat haar een nog nader te betalen bedrag diende te betalen. De Staat tekende hoger beroep aan maar ging uiteindelijk akkoord met een bedrag van bijna honderdvijftigduizend gulden. Tegelijkertijd wees Nederland elke vorm van aansprakelijkheid af. Van der Have ging akkoord met de schikking maar bleef volhouden dat Nederland aansprakelijk is.
De Nederlandse militairen die betrokken waren bij de moord op Nasoetion zijn hiervoor nooit vervolgd.